# Duh (prikaza)
Duh (prikaza, priviđenje, avet, sablast, utvara) u pučkom vjerovanju i znanstvenoj fantastici, bestjelesna prikaza umrle osobe, iz nekog razloga sputana i osuđena na ovozemaljsko prekogrobno bivstvovanje, bez mogućnosti da pronađe svoj mir. Priče o duhovima raširene su u svim kulturama i civilizacijama, a spominju se još među budističkim tekstovima u drevnoj Indiji. Ako su vidljivi, najčešće se opisuju kao prozirni, blijedi i mutni obrisi ljudskog obličja.
Tijekom stoljeća poznati su bili praktični postupci prizivanja duhova, poput nekromancije ili od 19. stoljeća spiritizma, kada se na zakazanim seansama, uz prisustvo medija, prizivalo duše umrlih. Jednako tako, različita religijska vjerovanja i običaji propisuju određene rituale, molitve i magijske postupke kojima se nastojalo uspokojiti nemirne duše i poslati ih na onaj svijet. Vjeruje se da takve nemirne duše obitavaju na određenim lokacijama, pa se često govori o ukletim kućama, brodovima i slično.

## Vrste manifestacija duhova
- ponavljanje događaja - duhovi koji točno ponavljaju prijašnje događaja. Najčešće se radi o prizorima iz njihova života koji su nabijeni negativnim emocijama (trenuci tuge i očaja, rastanak, čin ubojstva ili samoubojstva i sl.). U tim slučajevima duh odigrava prošli događaj i ne postoji interakcija između žive osobe i duha. Čini se kao da se pred očima svjedoka odvija davni prizor kao na filmskom platnu, zbog čega pojedini istraživači paranormalnog vjeruju kako se tu ne radi o pojavi duha, već o tkz. snimljenom događaju, kojeg je upila okolina zbog osobito traumatičnih emocija i koji se kontinuirano vrti na mjestu na kojem se događaj dogodio.
- prisutnost duha - neobičan osjećaj promatrača koji osjeća nečiju prisutnost i anomalije na određenom mjestu ili objektu.
- poltergeist - duh koji opsjeda neko mjesto, obično u prisutstvu neke osobe. Pojava se manifestira iznenadnim pomicanjem dijelova namještaja, padanjem slika sa zidova i lebdenjem stvari u zraku, a može se objasniti telekinetičkim sposobnostima osobe koja je prisutna u tom trenutku.
- interaktivni duhovi - duhovi koji primjećuju prisutnost žive osobe i pokušavaju ostvariri komunikaciju s njom ili reagiraju na nju.
- duhovi iz vremenskog procijepa - pojavljuju se kada se osoba iznenada prebaci u neko prošlo vrijeme. Tu se zapravo radi o trenutnoj teleportaciji u prošlost, prilikom čega osoba koja je transportirana kroz vrijeme vidi stvari, ljude i događaje kakvi danas više ne postoje.
- živi duhovi - dvojnici koji se pojavljuju u isto vrijeme na više mjesta (bilokacija).

## Dobri i zli duhovi
U mnogim kulturama postoji vjerovanje da duše preminulih, barem neko vrijeme, ostaju uz svoje bližnje, koje su napustili, kako bi ih zaštitili, upozorili i savjetovali. Najčešće se javljaju kako bi upozorili žive na neku opasnost. S druge strane, vjerovalo se da su duhovi preminulih osoba često zavidni živima na zemaljskim užicima koje više ne mogu iskusiti pa ih zastrašuju i pokušavaju nauditi. Također, vjerovalo se da duše nekih osoba ostaju i lutaju zemljom te nastoje provesti osvetu nad svima koji dođu u područje gdje se nalaze.

## Ukleta mjesta
Vjeruje se da duše preminulih koje ne mogu naći mir, ostaju obitavati na Zemlji. Razlozi zbog kojih ne mogu otići na nebo su razni, a najčešći su osjećaj kajanja i žaljenja, nedovršeni poslovi, želja za osvetom zbog nasilne smrti i slično. Prema vjerovanju, duhovi najčešće obitavanju na zabačenim, mračnim mjestima, poput groblja, starih kuća, dvoraca i drugih davno napuštenih objekata.